# Jahodnianske jazierka
Jahodnianske jazierka jsou přírodní památka v katastrálním území obce Neded v okrese Šaľa v Nitranském kraji na Slovensku. Území bylo vyhlášeno v roce 1973 a jeho rozloha je 5,33 hektaru. Předmětem ochrany je mrtvé rameno Váhu s patrným procesem postupného zazemňování.